# Vilemína Josefina z Auerspergu
Vilemína Josefína z Auerspergu (německy Wilhelmine Josephine Adelheide von Auersperg, 16. července 1826 v Miláně – 19. prosince 1898 ve Vídni) byla česká šlechtična a vlastenka. Pocházela z rodu Colloredo-Mansfeldů, provdaná kněžna z Auerspergu.

## Život
Narodila se 16. července 1826 v Miláně jako Vilemína Josefína z Colloredo-Mansfeldu. Jejími rodiči byli František Gundaker, hrabě z Colloredo-Mansfeldu a Kristýna, hraběnka Clam-Gallasová, dcera maršála Kristiána Kryštofa z Clam-Gallasu. Vychovávána byla na císařském dvoře ve Vídni. Její rodiče vlastnili zámek na Zelené hoře a mladá kněžna zde příležitostně trávila čas v letním období.
Dne 29. dubna 1845 se v katedrále svatého Víta na Pražském hradě vdala za Vincence Karla z Auespergu (1812–1867), adoptovaného syna knížete Karla z Auerspergu, jehož rozsáhlý majetek později zdědil. Od svého otce dostala nevěsta věnem Zelenou Horu, jelikož však v té době nebyla Vilemína plnoletá, spravoval darovaný zámek její otec František de Paula spolu se svým zetěm Vincencem Karlem, Vilemíniným manželem, ale také jejím poručníkem.
Kníže Vincenc Karel založil ve Slatiňanech jedno z nejvýznamnějších středisek pro výcvik překážkových koní v Rakousko-Uhersku. Kromě toho, inspirován romány Waltera Scotta, nechal v romantickém duchu přestavět zámek ve Žlebech. Vilemína mající výtvarné nadání vytvořila pro žlebský zámek tapety, vyšila ubrus a vykreslila erby všech ženských držitelek zámku. Vedle zmíněných lokalit vlastnili manželé ještě palác v Praze a další sídla ve Vrdech, v Žácích, Čechticích, Dolních Kralovicích či Weitwörthu poblíž Salcburku, dále pozemky v Tyrolsku nebo statek Usz-Peklen v Uhrách. Vincenc Karel zakládal průmyslové podniky, především cukrovary.

### Vlastenecká a stavitelská činnost a podpora umění

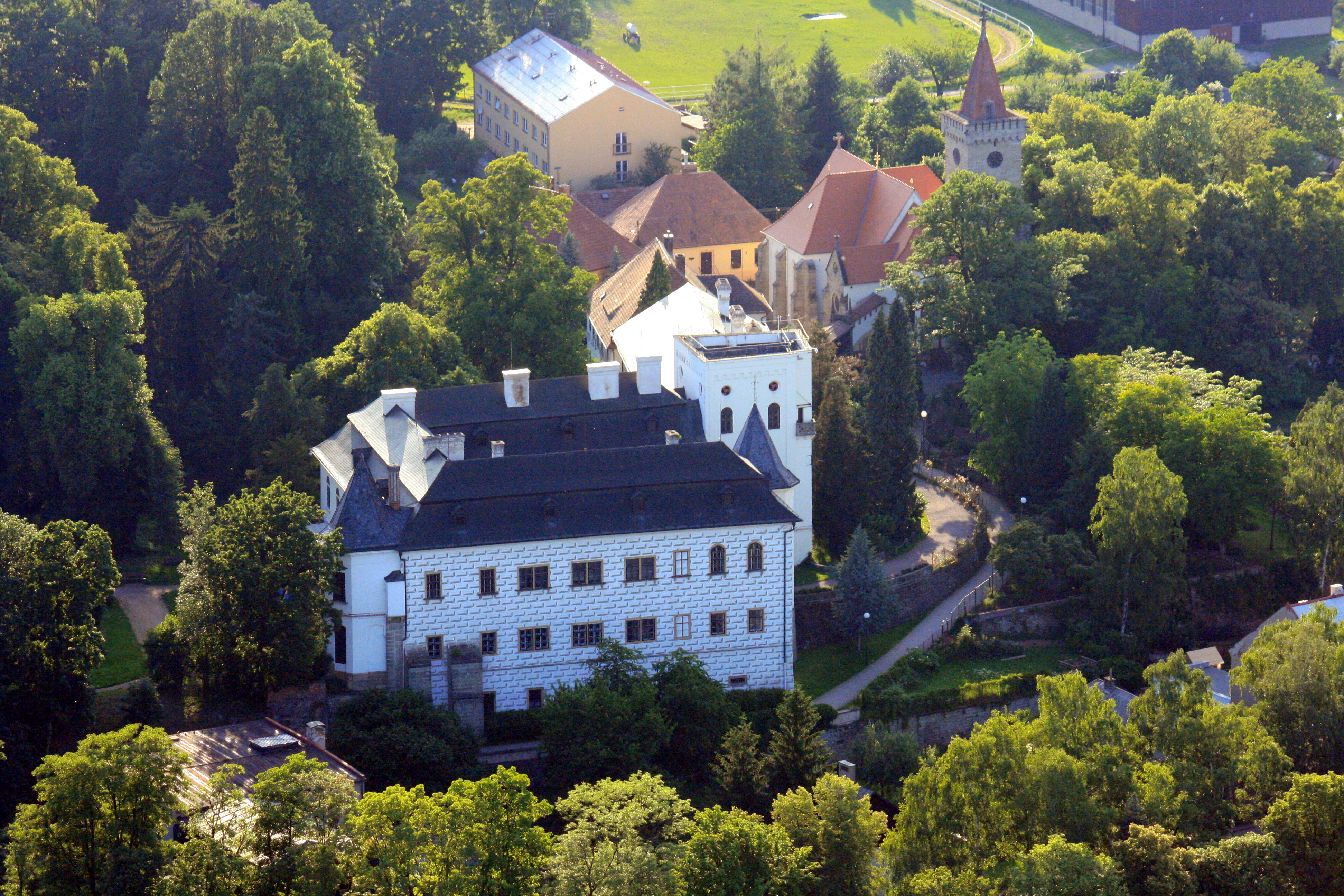
Zámek Slatiňany

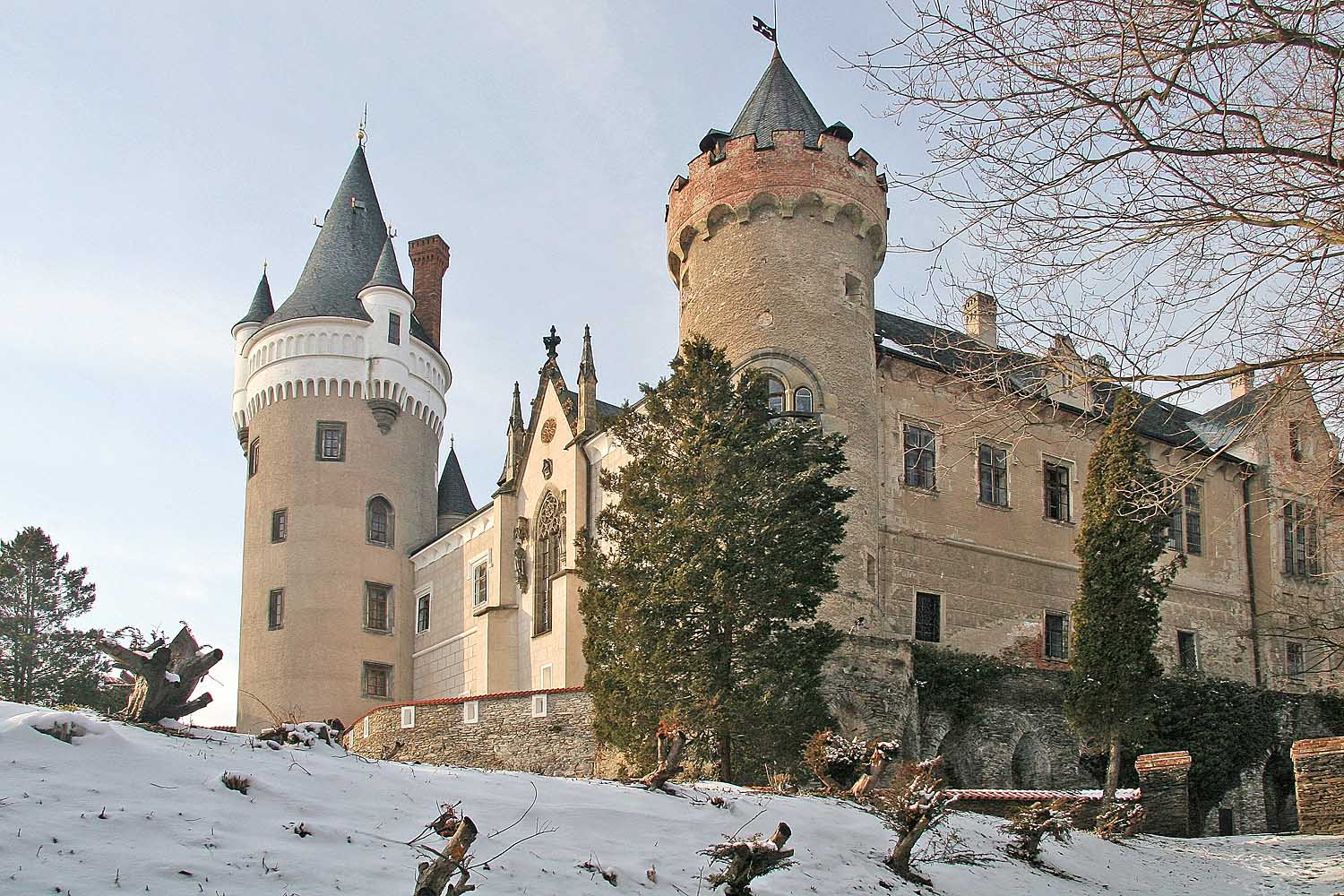
Zámek Žleby

V českých zemích byla tou dobou úřední řečí němčina. V mládí se Vilemína, patrně vlivem svých učitelů (Antonína Mánese či Františka Horčičky) a především své tety Vilemíny Kinské, naučila dobře česky a získala české národní cítění. To se projevilo například tím, že když bylo v roce srpnu 1850 zrušeno nevolnictví a v kraji nastala drahota a bída, nechala lidem pomoci potravinami z panských sýpek a pomáhala i svými finančními prostředky. Svým nákladem pomáhala také opravit a roku 1860 znovuotevřít děkanský kostel svatého Jakuba Většího v Nepomuku, který byl od roku 1785 zrušen v rámci reforem císaře Josefa II. Angažovala se také ve výstavbě nového hřbitova (1855), jenž nahradil stávající, který již nevyhovoval. Podporovala též vlastenecké snahy ve zjišťování původu a pravosti Rukopisu zelenohorského a u příležitosti padesáti let od jeho nálezu také umožnila na místě jeho nálezu umístit pamětní desku.
Dne 7. července 1867 na vídeňském předměstí v Hietzingu zemřel její manžel, kníže Vincenc Karel. Po jeho smrti nechala Vilemína opravit a zvelebit zámek na Zelené Hoře. Modernizovala zdejší zámecký park i zahradnictví, nechala vysušit louky pod zámkem, v kraji vystavěla kapličky či upravovala silnice a vybudovala pěšiny vybavené lavičkami a altánky (její oblíbená cesta vedoucí hamerským údolím byla následně pojmenována jejím jménem). V Nepomuku koupila v sousedství zámecké obory někdejší Zelenohorskou poštu, kterou nechala upravit pro potřeby bydlení ředitele velkostatku a v její zahradě vybudovala Opatrovnu pro malé děti.
Podporovala také kulturu a nadané umělce ze svého panství. Například od Augustina Němejce zakoupila za své peníze divadelní oponu pro zámecké divadlo, protože divadelní spolek, který si namalování opony objednal, neměl dostatek finančních prostředků. Od téhož malíře koupila i další obrazy a nechala ho portrétovat členy rodiny její dcery Gabriely, čímž mu umožnila studovat na zahraničních školách.

### Závěr života
Kněžna Vilemína zemřela krátce před Štědrým dnem roku 1898 ve Vídni a byla pochována do rodové klasicistní hrobky Auerspergů u žlebského kostela.

## Rodina
Z manželství Vilemíny s Vincencem Karlem se narodilo šest dětí:
- Karel (16. prosince 1851 – 15. června 1853)
- Gabriela (21. února 1855, Vídeň – 1. června 1933, Tachov), manžel 1877 Alfred August Windischgrätz (31. října 1851, Praha – 23. listopadu 1927, Tachov), 3. kníže z Windisch-Graetz, předseda vlády Předlitavska 1893–1895
- František Josef (20. října 1856, Vídeň – 19. listopadu 1938, Slatiňany), manželka 1878 Vilemína Kinská z Vchynic a Tetova (5. dubna 1857, Vídeň – 1. října 1909, Slatiňany)
- Engelbert Ferdinand (21. února 1859, Vídeň – 18. července 1942), manželka 1883 Gabriela z Hohenlohe-Langenburgu (11. října 1862, Vídeň – 2. září 1948, Praha)
- Eduard (8. ledna 1863, Vídeň – 18. března 1956, Weitwörth u Salcburku), manželka 1885 Marie Terezie Ludovika ze Schönburg-Hartensteinu (17. prosince 1861, Mnichov – 25. srpna 1945)
- Marie Kristina (26. února 1866, Vídeň – 12. července 1962, Terst), manžel 1885 Hugo Weriand z Windisch-Grätze (17. listopadu 1854, Florencie – 15. května 1920, Planina, Slovinsko)